# Синдром Мейжа
Синдро́м Ме́йжа или Синдром Бре́йгеля или краниоцервика́льная дистони́я — неврологическое заболевание, характеризующееся сочетанием блефароспазма и оромандибулярной дистонии.

## Этиология
Предположительно синдром Мейжа является генетически детерминированным заболеванием, у части больных c различными DYT-мутации наблюдается краниоцервикальная дистония, чаще всего DYT6, DYT7, DYT13.
Кроме того, синдром Мейжа может быть одним из симптомов дегенеративного заболевания как наследственного, так и спорадического характера.
Часто краниоцервикальная дистония является следствием медикаментозной блокады дофаминовых рецепторов, инсульта.

## История
В 1910 году французский невролог Г. Мейж наблюдал около 10 пациентов с непроизвольным закрыванием глаз, но сочетание блефароспазма с гиперкинезами жевательных мышц было только у одного из этих пациентов.
В 1976 году D. Marsden для обозначения синдрома блефароспазма и оромандибулярных гиперкинезов предложил термин «синдром Брейгеля», заметив схожесть в выражении лица больных с лицом человека, изображенного на картине «Зевака» Питера Брейгеля-старшего. С тех пор в литературе применяется два этих термина, обозначающих один и тот же синдром.

## Классификация
- первичные краниоцервикальные дистонии — когда дистония — единственный симптом заболевания;
- вторичные краниоцервикальные дистонии:
  - сосудистые (ДЦП, инсульты);
  - инфекционные (ВИЧ, арбовирус);
  - токсические (угарный газ);
  - лекарственные (нейролептики, антиконвульсанты);
  - аутоиммунные (системная красная волчанка, рассеянный склероз);
- краниоцервикальные дистонии плюс — наследственные дистонии, не относящиеся к первичным или дегенеративным;
- дегенеративные заболевания с краниоцервикальной дистонией наследственного и спорадического характера (прогрессирующий надъядерный паралич, болезнь Паркинсона, болезнь Гентингтона, болезнь Вильсона-Коновалова);
- психогенные краниоцервикальные дистонии — дистонии, возникшие вследствие воздействия психогенных факторов.

## Лечение
Основным методом лечения является ботулинотерапия, по результатам некоторых исследований эффективность при синдроме Мейжа — 53 %.

## Примечание
1. 1 2 3  Залялова З. А. Синдром Мейжа или сегментарная краниоцервикальная дистония: терминология, история изучения и современный взгляд // ГБОУ ВПО «Казанский государственный медицинский университет».